# Wellin
Wellin (wa. Welin) – miejscowość i gmina (commune) w południowo-wschodniej Belgii, w Regionie Walońskim, w prowincji Luksemburg, w okręgu Neufchâteau. 1 stycznia 2024 roku liczyła 3147 mieszkańców.  

## Podział administracyjny
W skład gminy wchodzą cztery dzielnice (section):
- Chanly
- Halma
- Lomprez
- Sohier

## Współpraca
Miejscowość partnerska:
- Fort-Mahon-Plage, Francja